# Pandalus nipponensis
Pandalus nipponensis är en kräftdjursart som beskrevs av Yokoya 1933. Pandalus nipponensis ingår i släktet Pandalus och familjen Pandalidae. Inga underarter finns listade i Catalogue of Life.